# Richardson Peak
Richardson Peak är en bergstopp i Antarktis. Den ligger i Västantarktis. Argentina, Chile och Storbritannien gör anspråk på området. Toppen på Richardson Peak är 1 063 meter över havet, eller 106 meter över den omgivande terrängen. Bredden vid basen är 2,1 km.
Terrängen runt Richardson Peak är lite bergig. Trakten är obefolkad. Det finns inga samhällen i närheten.